# RB do Norte Clube
RB do Norte Clube ou simplesmente RB do Norte é um clube de futebol sediado em Manaus, no estado do Amazonas. Fundado em 2021, o clube é filiado à Federação Amazonense de Futebol e encontra-se apto a disputar competições profissionais e categorias de base reguladas pela entidade.

## História
O clube foi idealizado por Ronaldo de Souza Bonta, empresário paraense radicado em Manaus. Bonta é dono das empresas Bonta Serviços e Produtos Bonta, além disso em suas redes sociais manifestou-se torcedor do Paysandu, do qual alegou ser sócio-torcedor. O clube foi idealizado como clube-empresa, que seria subsidiado pelas empresas Bonta, com seu idealizador como primeiro presidente.
O clube filiou-se à Federação Amazonense de Futebol e seu primeiro campeonato oficial foi o Amazonense Sub-19 masculino de 2022, sendo um dos 17 participantes e um dos 8 componentes do grupo A. Estreou na competição em 21 de Maio jogando em Itacoatiara onde perdeu por 3x1 para o Penarol, no Estádio Floro de Mendonça.

### Segunda Divisão 2022
Após sua filiação, o clube foi confirmado como um dos 9 participantes do Campeonato Amazonense de Futebol de 2022 - Segunda Divisão. Iniciou os trabalhos apresentando o técnico Donizete. Bonta afirmou que pretende formar um time regional, com um jogador de Roraima e outro do Pará incluídos em um elenco de jogadores do Amazonas; além disso ele disse que pretende aproveitar jogadores do time Sub-19 ao final do estadual dessa categoria.
O clube estreou profissionalmente em 16 de Julho de 2022 vencendo o Sul América pelo placar de 3 a 0 em partida disputada no Estádio Ismael Benigno, em Manaus.

## Símbolos

### Cores
O clube tem como cores o azul, o amarelo e o preto. Segundo seu presidente, as cores representam, respectivamente, os rios Tapajós, Amazonas e Negro.

### Mascote
Um clube centrado em regionalismos, escolheu como mascote o Boto Tucuxi, espécie de cetáceo que habita a região amazônica, e que segundo as lendas amazônicas, teria o dom de salvar os ribeirinhos que estão se afogando nos rios locais, bem como de ajudar os pescadores a localizar peixes durante as suas pescarias.